# Чемпионат Европы по плаванию в ластах 1977
9-й чемпионат Европы по плаванию в ластах прошёл в венгерском городе Дунауйварош с 17 по 21 августа 1977 года.

## Медалисты

### Мужчины
| Дисциплина         | Золото                                                                            | Золото   | Серебро                                                    | Серебро  | Бронза                                                              | Бронза   |
| ------------------ | --------------------------------------------------------------------------------- | -------- | ---------------------------------------------------------- | -------- | ------------------------------------------------------------------- | -------- |
| 50 м, ныряние      | Андрей Овсянников · СССР                                                          | 17.12    | Шаварш Карапетян · СССР                                    | 17.35    | Й. Сейлер · Дания                                                   | 17.88    |
| 100 м, в ластах    | Андрей Овсянников · СССР                                                          | 41.51    | Ференц Кисс · Нидерланды                                   | 43.45    | М. Кратохвил · Чехословакия                                         | 44.36    |
| 200 м, в ластах    | Евгений Андронов · СССР                                                           | 1:33.57  | Андрей Овсянников · СССР                                   | 1:34.02  | Б. Крогуэннес · Франция                                             | 1:38.56  |
| 400 м, в ластах    | Владимир Маланьин · СССР                                                          | 3:25.34  | Анатолий Носов · СССР                                      | 3:31.67  | Бернд Яудзимс · Франция                                             | 3:34.68  |
| 800 м, в ластах    | Владимир Маланьин · СССР                                                          | 7:13.08  | Бернд Яудзимс · Франция                                    | 7:24.61  | Анатолий Носов · СССР                                               | 7:25.18  |
| 1500 м, в ластах   | Владимир Маланьин · СССР                                                          | 13:56.12 | Бернд Яудзимс · Франция                                    | 14:22.45 | Й. Барч · Чехословакия                                              | 14:41.51 |
| 100 м, в акваланге | Шаварш Карапетян · СССР                                                           | 38.09    | Анатолий Сергин · СССР                                     | 40.02    | Ференц Кисс · Венгрия                                               | 41.32    |
| 400 м, в акваланге | Анатолий Сергин · СССР                                                            | 3:10.78  | Шаварш Карапетян · СССР                                    | 3:14.01  | И. Ворм · ГДР                                                       | 3:25.75  |
| 800 м, в акваланге | Анатолий Сергин · СССР                                                            | 6:56.90  | Шаварш Карапетян · СССР                                    | 7:03.56  | И. Ворм · ГДР                                                       | 7:14.70  |
| Эстафета 4×100 м   | Евгений Андронов · Михаил Крюков · Анатолий Сергин · Андрей Овсянников · СССР     | 2:48.53  | Г. Кертай · Й. Рексан · Арпад Тотт · Ференц Кисс · Венгрия | 2:59.43  | Паоло Вандини · С. Бергами · А. Боккачини · В. Пеллеттерье · Италия | 3:01.25  |
| Эстафета 4×200 м   | Владимир Маланьин · Евгений Андронов · Анатолий Сергин · Андрей Овсянников · СССР | 6:21.97  | И. Ворм · Т. Людольф · Г. Элерс · Бернд Яудзимс · ГДР      | 6:45.09  | Г. Кертай · Ференц Кисс · Й. Рексан · Арпад Тотт · Венгрия          | 2:59.43  |

### Женщины
| Дисциплина         | Золото                                                                  | Золото   | Серебро                                                  | Серебро  | Бронза                                                        | Бронза   |
| ------------------ | ----------------------------------------------------------------------- | -------- | -------------------------------------------------------- | -------- | ------------------------------------------------------------- | -------- |
| 50 м, ныряние      | Уте Пельц · ГДР                                                         | 19.27    | Наталья Разникова · СССР                                 | 20.06    | Ирина Бурая · СССР                                            | 20.31    |
| 100 м, в ластах    | Уте Пельц · ГДР                                                         | 46.25    | Т. Боченкова · СССР                                      | 48.70    | Г. Вайдеманн · Дания                                          | 48.87    |
| 200 м, в ластах    | Уте Пельц · ГДР                                                         | 1:45.85  | Т. Боченкова · СССР                                      | 1:46.82  | Татьяна Антонова · Дания                                      | 1:49.75  |
| 400 м, в ластах    | Уте Пельц · ГДР                                                         | 3:47.66  | Е. Полищук · СССР                                        | 3:49.48  | Татьяна Антонова · СССР                                       | 3:50.06  |
| 800 м, в ластах    | Е. Полищук · СССР                                                       | 7:55.42  | М. Зельтманн · ГДР                                       | 7:57.11  | Е. Хлебникова · СССР                                          | 8:03.31  |
| 1500 м, в ластах   | М. Зельтманн · ГДР                                                      | 15:10.81 | Е. Хлебникова · СССР                                     | 15:22.70 | Е. Полищук · СССР                                             | 15:36.88 |
| 100 м, в акваланге | Уте Пельц · ГДР                                                         | 43.38    | Ирина Бурая · СССР                                       | 45.21    | Наталья Разникова · СССР                                      | 47.05    |
| 400 м, в акваланге | Уте Пельц · ГДР                                                         | 3:33.52  | Ирина Бурая · СССР                                       | 3:35.79  | Г. Вейдеманн · Дания                                          | 3:55.27  |
| эстафета 4×100 м   | Г. Боченкова · Наталья Разникова · Татьяна Антонова · Е. Полищук · СССР | 3:17.70  | Уте Пельц · А. Шумахер · Р. Пагель · М. Зельтманн · ГДР  | 3:19.40  | Х. Вейманн · И. Хорват · Ева Бузинкай · Мария Фодор · Венгрия | 3:24.80  |
| эстафета 4×200 м   | Уте Пельц · А. Шумахер · Р. Пагель · М. Зельтманн · ГДР                 | 7:24.44  | Р. Бекк · С. Кнупфер · Г. Вейдеманн · Х. Вейманн · Дания | 7:39.18  | С. Балдини · О. Аллара · М. Кроветти · М. Калеботта · Италия  | 7:52.61  |